# قائمة الأفلام المصرية سنة 2018
استقبلت دور العرض السينمائي العديد من الأفلام المصرية في عام 2018 والتي تنوعت بين الأكشن والكوميديا والإثارة والتشويق، وحاز العديد منها على إشادة من النقاد، ونالوا نصيب عالٍ من الإيرادات في شباك التذاكر. رغم عدد الأفلام الذي يعتبر أقل من عدد الأفلام في عام 2017 إلا أنه هناك ثلاثة أفلام حققت مجموع ما يزيد عن 155 مليون جنيه، وهم: البدلة، وحرب كرموز وليلة هنا وسرور.

## لمحة عامة
شهد عام 2018 عودة العديد من النجوم، منهم الممثل عزت العلايلي منذ فيلم الكافير (1999)، وشهد عودة الممثل يوسف الشريف بعد غياب دام 9 سنوات عن السينما منذ اخر أفلامه العالمي (2009)، وعودة النجمة غادة عبد الرازق بفيلمين عام 2018 بعد غياب عامين من آخر أفلامها.
استعانت النجمة ياسمين عبد العزيز بالمخرج علي إدريس لفيلم أبلة طم طم والتي قدمت معه الثلاثة يشتغلونها (2010)، والدادة دودي (2008) وحريم كريم (2005)، ولكن هذا العام لم يحقق الإيرادات المطلوبة التي تحققها ياسمين.
اكتسب النجم أمير كرارة قاعدة جماهيرية كبيرة خاصة بعد فيلمه هروب اضطراري (2017) والذي نال استحساناً كبيراً من قبل النقاد، ليعود عام 2018 مع المخرج بيتر ميمي ليحققا نجاحاً مذهلاً في فيلم حرب كرموز الذي وصلت إيراداته إلى 57 مليون جنيه.
اجتمع النجم تامر حسني مع الممثل أكرم حسني في فيلم البدلة والذي حقق أعلى إيرادات لعام 2018 وفي تاريخ السينما المصرية والعربية.

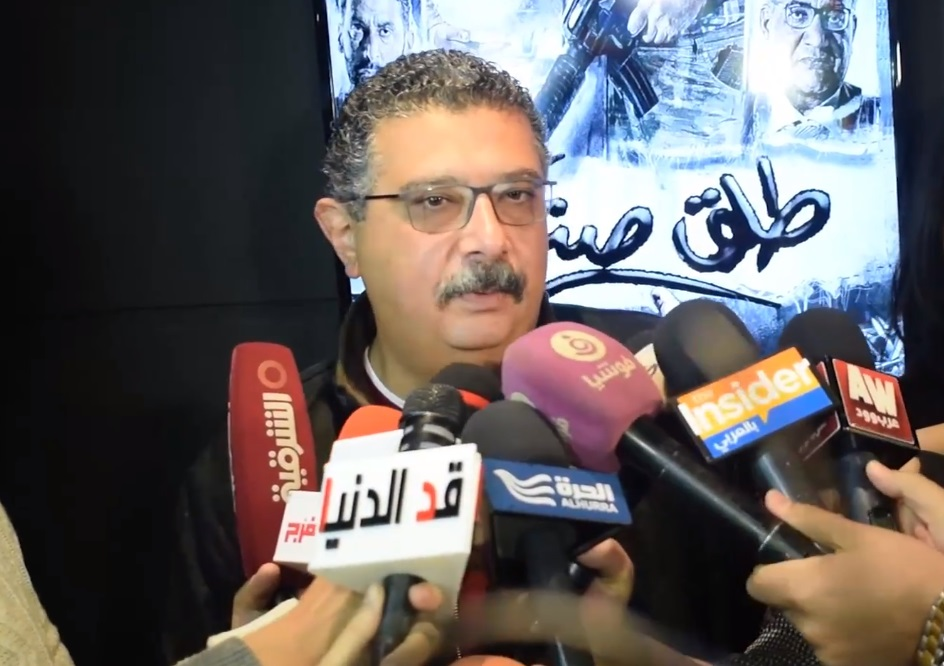
ماجد الكدواني أثناء العرض الأول لفيلم طلق صناعي في يناير 2018.

شهد عام 2018 مشاركة أكثر من فنان في عدة أفلام سينمائية، منهم: النجم ماجد الكدواني والذي ظهر بدور البطولة في فيلم طلق صناعي وبدور رئيسي في فيلم تراب الماس، وبرزت دلال عبد العزيز والتي شاركت في 3 أفلام؛ وهم: البدلة وسوق الجمعة وكارما، وشارك النجم ماجد المصري في 3 أفلام؛ وهم: البدلة وعقدة الخواجة والكهف، وبرز النجم مصطفى خاطر في فيلمي حرب كرموز وطلق صناعي، وحمدي المرغني في أبلة طم طم ورغدة متوحشة، وياسمين صبري في فيلمي الديزل وليلة هنا وسرور وأحمد فتحي في فيلمي رغدة متوحشة وسوق الجمعة.
ظهر النجم بيومي فؤاد بأكبر عدد من الأفلام عام 2018، برصيد ستة أفلام، وهم: أبلة طم طم وبني آدم وحرب كرموز وطلق صناعي وعقدة الخواجة ورغدة متوحشة.

## قائمة الأفلام
هذه قائمة بالأفلام المصرية لعام 2018 مرتبة أبجدياً:
| الفيلم         | تأليف وإخراج                                                                  | بطولة | إنتاج                                                                                        | صناع آخرون وتاريخ الإصدار                                                                                 | ملصق الفيلم |
| -------------- | ----------------------------------------------------------------------------- | --- | -------------------------------------------------------------------------------------------- | --- | ----------- |
| الأبلة طم طم   | تأليف: أيمن وتار، وإخراج: علي إدريس                                           | ياسمين عبد العزيز، وبيومي فؤاد، وحمدي الميرغني ومصطفى أبو سريع                                                      | إنتاج: وائل عبد الله                                                                         | مونتاج: أحمد يحيى وموسيقى: مصطفى الحلواني. تاريخ الإصدار: 16 يونيو                                        |             |
| البدلة         | تأليف: تامر حسني، وأيمن بهجت قمر، وإخراج: محمد جمال العدل                     | تامر حسني، وأكرم حسني، ودلال عبد العزيز، وطاهر أبو ليلة ومحمود البزاوي                                              | إنتاج: وليد منصور                                                                            | تصوير: أحمد فهيم مونتاج: سولافة نور الدين موسيقى: خالد داغر. تاريخ الإصدار: 20 أغسطس                      |             |
| الخروج عن النص | تأليف: حسين أبو الدهب، وإخراج: حسن السيد                                      | محمد نجاتي، وتارا عماد، وراندا البحيري، ونرمين ماهر، وحسن عيد وعمرو ممدوح                                           | إنتاج: حسين أبو الدهب                                                                        | تصوير: محمود علي يوسف، وموسيقى: سامي الحفناوي. تاريخ الإصدار: 28 مارس                                     |             |
| الديزل         | تأليف: أمين جمال، وإخراج: كريم السبكي                                         | محمد رمضان، وياسمين صبري، وسهر الصايغ، ومحمد ثروت، وفتحي عبد الوهاب، وهنا شيحا، وبدرية طلبة، وسلوى عثمان وشيماء سيف | إنتاج: أحمد السبكي                                                                           | موسيقى: عادل حقي مونتاج: أحمد حمدي. تاريخ الإصدار: 21 أغسطس                                               |             |
| الرجل الأخطر   | تأليف: جوزيف فوزي، وإخراج: مرقس عادل                                          | سامح حسين، وإدوارد، وسليمان عيد، وهالة فاخر وأحمد حلاوة                                                             | إنتاج: محمد الأباصيري، وسلمى الشرقاوي، ومنتج فني: مينا فوزي                                  | مونتاج: رفيق جورج وتصوير: مايكل جورجي. تاريخ الإصدار: 11 يوليو                                            |             |
| الكهف          | تأليف: سامح سر الختم، وإخراج: أمير شوقي                                       | ماجد المصري، ومي سليم، ومحمود عبد المغني، وروجينا، وإبراهيم نصر، وإيهاب فهمي ومحمد شاهين                            | إنتاج: إبراهيم إسحق، وإشراف عام: ممدوح الورداني، ومدير الإنتاج: عبد الله منصور ومحمد الشويري | موسيقى: شادي محسن وشريف الوسيمي، ومخرج منفذ: خالد أبو غريب، ومونتاج: سالم درباس. تاريخ الإصدار: 21 فبراير |             |
| الكويسين       | تأليف: أيمن وتار وإخراج: أحمد الجندي                                          | أحمد فهمي، وحسين فهمي، وشيرين رضا، وتارا عماد، وجيلان علاء، وبيومي فؤاد وأحمد فتحي                                  | إنتاج: سينرجي للإنتاج الفني، وزكي شطا، وأحمد بدوي وتامر مرسي                                 | مساعد مخرج: محمد عماد فايد. تاريخ الإصدار: 19 أغسطس                                                       |             |
| بلاش تبوسني    | تأليف وإخراج: أحمد عامر                                                       | ياسمين رئيس، وسوسن بدر، وعايدة رياض، ومحمد مهران ومصطفى أبو سريع                                                    | إنتاج: روتانا ستوديوز، أفلام ميدل ويست علاء كركوتي، وماهر دياب، وأحمد عامر                   | تصوير: حسام شاهين ومونتاج: عماد ماهر. تاريخ الإصدار: 28 فبراير                                            |             |
| بني آدم (فيلم) | فكرة: يوسف الشريف، قصة وسيناريو وحوار: عمرو سمير عاطف، وإخراج: أحمد نادر جلال | يوسف الشريف، وأحمد رزق، ومحمود الجندي، وبيومي فؤاد، وهنا الزاهد، ودينا الشربيني ومحمود البزاوي                      | شركة: روتانا ستوديوز، سينرجي فيلم، وإنتاج: تامر مرسي                                         | تصوير: هيثم حسني ومونتاج: نهال البدراوي وموسيقى: عمرو إسماعيل. تاريخ الإصدار: 18 أغسطس                    |             |
| بيكيا          | تأليف: محمد سمير مبروك، وإخراج: محمد حمدي                                     | محمد رجب، وآيتن عامر، ومحمد لطفي، وبدرية طلبة، وشيماء سيف                                                           | إنتاج: أحمد السبكي                                                                           | مونتاج: مينا فهيم. تاريخ الإصدار: 19 أغسطس                                                                |             |
| تراب الماس     | تأليف: أحمد مراد، وإخراج: مروان حامد                                          | آسر ياسين، وعزت العلايلي، ومنة شلبي، وأحمد كمال وماجد الكدواني                                                      | شركة: دولار فيلم، وإنتاج: وليد الكردي                                                        | موسيقى: هشام نزيه ومونتاج: محمد بكر وأحمد حافظ. تاريخ الإصدار: 16 أغسطس                                   |             |
| جدو نحنوح      | تأليف: جوزيف فوزي، وإخراج: سيف يوسف                                           | مصطفى أبو سريع، ومدحت تيخا، وياسر الطوبجي، وإيمان سيد، ومحسن منصور وطاهر أبو ليلة                                   | شركة: الجذور، وإنتاج: أيمن يوسف                                                              | تصوير: صلاح يعقوب وموسيقى: خالد نبيه. تاريخ الإصدار: 17 يناير                                             |             |
| حرب كرموز      | قصة: محمد السبكي، سيناريو وحوار وإخراج: بيتر ميمي                             | أمير كرارة، وغادة عبد الرازق، ومصطفى خاطر، ومحمود حميدة، وبيومي فؤاد، وروجينا، وإيمان العاصي وإسلام جمال            | إنتاج: محمد السبكي                                                                           | تصوير: حسين عسر ومونتاج: باهر رشيد وموسيقى: خالد داغر. تاريخ الإصدار: 16 يونيو                            |             |
| خلاويص         | تأليف: لؤي السيد، وفيصل عبد الصمد، وإخراج: خالد الحلفاوي                      | أحمد عيد، وأيتن عامر، وطارق عبد العزيز، وأحمد فؤاد سليم ومحسن منصور                                                 | إنتاج: محمد مازن                                                                             | تصوير: علي عادل ومونتاج: عمرو عصام وموسيقى: محمد مدحت. تاريخ الإصدار: 17 يناير                            |             |
| رغدة متوحشة    | قصة: علي غالب، سيناريو وحوار: لؤي السيد، وإخراج: محمود كريم                   | رامز جلال، وبيومي فؤاد، ومحمد ثروت، وريهام حجاج، وانتصار، وحمدي الميرغني وأحمد فتحي                                 | إنتاج: حاتم سعيد شركة: روتانا ستوديوز الإخوة المتحدين للسينما                                | موسيقى: عمرو إسماعيل ومونتاج: عمرو عاصم تاريخ الإصدار: 17 يناير                                           |             |
| سوق الجمعة     | قصة: محمد الطحاوي، سيناريو وحوار: أحمد عادل سلطان، وإخراج: سامح عبد العزيز    | عمرو عبد الجليل، ودلال عبد العزيز، ومحمد لطفي، ونسرين أمين، وصبري فواز، وريهام عبد الغفور وأحمد فتحي                | إنتاج: أحمد عبد الباسط                                                                       | تصوير: سامح سليم ومونتاج: عمرو عاكف وموسيقى: خالد داغر. تاريخ الإصدار: 19 أغسطس                           |             |
| طلق صناعي      | تأليف: خالد دياب، وشيرين دياب، ومحمد دياب، وإخراج: خالد دياب                  | ماجد الكدرواني، وحورية فرغلي، وسيد رجب، وبيومي فؤاد ومصطفى خاطر                                                     | شركة: دولار فيلم، إنتاج: وليد الكردي                                                         | مخرج منفذ: لمياء عادل، ومونتاج: وائل فرج، وموسيقى: تامر كروان. تاريخ الإصدار: 3 يناير                     |             |
| عقدة الخواجة   | تأليف: هشام ماجد وشيكو، وإخراج: بيتر ميمي                                     | حسن الرداد، ومحمد لطفي، وماجد المصري، وبيومي فؤاد، وهنا الزاهد، وشيرين رضا، وسامية الطرابلسي وحسن حسني              | إنتاج: أحمد السبكي                                                                           | تصوير: حسين عسر ومونتاج: عمرو عاصم وموسيقى: عادل حقي. تاريخ الإصدار: 17 يناير                             |             |
| عيار ناري      | تأليف: هيثم دبور، وإخراج: كريم الشناوي                                        | أحمد الفيشاوي، ومحمد ممدوح، وروبي وأحمد مالك                                                                        | إنتاج: أحمد كريشة                                                                            | مونتاج: أحمد حافظ وموسيقى: أمين بوحافة. تاريخ الإصدار: 3 أكتوبر                                           |             |
| قلب أمه        | تأليف: تامر إبراهيم، ومحمد محمدي، وأحمد محيي، وإخراج: عمرو صلاح               | هشام ماجد، وشيكو ودلال عبد العزيز                                                                                   | إنتاج: أحمد السبكي                                                                           | تصوير: محمد عكاشة ومونتاج: سولافة نور الدين وموسيقى: محمد شفيق. تاريخ الإصدار: 16 يونيو                   |             |
| كارما          | :سيناريو وإخراج: خالد يوسف                                                    | عمرو سعد، وغادة عبد الرازق، وخالد الصاوي، ودلال عبد العزيز وزينة                                                    | إنتاج: خالد يوسف                                                                             | موسيقى: أحمد الموجي. تاريخ الإصدار: 16 يونيو                                                              |             |
| كدبا بيضا      | تأليف: لؤي السيد، فكرة وإخراج: نور هلال                                       | سامي الشيخ، وناهد السباعي، ومحمد سلام                                                                               | إنتاج: هلال أرناوؤط                                                                          | مونتاج: أحمد حافظ وموسيقى: مصطفى الحلواني. تاريخ الإصدار: 17 أكتوبر                                       |             |
| ليلة هنا وسرور | تأليف: كريم يوسف، ومحمد عز الدين ومصطفى صقر وإخراج: حسين المنياوي             | محمد إمام وياسمين صبري                                                                                              | إنتاج: تامر مرسي وشركة: سينرجي                                                               | مونتاج: رحيب العويلي وموسيقى: عمرو إسماعيل. تاريخ الإصدار: 16 يونيو                                       |             |
| ليل/خارجي      | تأليف: شريف الألفي وإخراج: أحمد عبد الله                                      | محمد عبد الهادي، وشريف دسوقي، ومنى هلا، وبسمة، وعمرو عابد وأحمد مجدي                                                | إنتاج: هالة لطفي                                                                             | تصوير: أحمد عبد الله ومونتاج: سارة عبد الله. تاريخ الإصدار: 19 ديسمبر                                     |             |

## أعلى الأفلام دخلاً

الأفلام المصرية الأعلى دخلاً لعام 2018.

في عام 2018 صعدت عدة أفلام مصرية وحصدت العديد من الإيرادات، حيث فيلما البدلة وحرب كرموز كسرا حاجز فيلم الخلية وأصبحا أعلى فيلمان دخلاً في تاريخ السينما المصرية بحلول نهاية عام 2018.
جاء في المركز الأول فيلم البدلة للممثل تامر حسني، بينما جاء في المركز الأخير فيلم اسفين يا باشا والذي حقق 4 الاف جنيه مصري.
شارك في بطولة عمل البدلة تامر حسني، وأكرم حسني، ودلال عبد العزيز، وماجد المصري، ومحمود البزاوي، وألفه أيمن بهجت قمر. استطاع الفيلم بقصته الكوميدية أن يخطف الأضواء من أعمال أخرى، حتى حصل على المركز الأول في موسم العيد، بفارق كبير عن المركز الثاني.
أما فيلم حرب كرموز فهو من بطولة أمير كرارة، ومحمود حميدة وغادة عبد الرازق، ومثل فيه الممثل العالمي سكوت آدكنز بدور ضابط. حسب بعض الأشخاص فيبدو أن ميزانية الفيلم قد تخطت 50 مليون جنيه. حقق الفيلم إقبالًا جماهيريًّا كبيرًا، ونجح في تحقيق إيرادات جيدة من توزيعه الخارجي.
وفيلم ليلة هنا وسرور من بطولة محمد إمام وياسمين صبري، جاءت فكرته بعد نجاح فيلمهما جحيم في الهند (2016). الفيلم كسيناريو فيه أطنان من الأحداث والمفارقات لكنه لا يحتوي في داخله على صلب قصصي يشكل دراما حقيقية وشخصيات مثيرة للتعامل. الفيلم حقق نجاح تجاري بأرباح تعدت 35 مليون جنيه مصري.
وفيلم تراب الماس من نوع جريمة وغموض، ومن بطولة آسر ياسين، وعزت العلايلي، ومنة شلبي وماجد الكدواني، وهو من تأليف الكاتب أحمد مراد من رواية أصدرها عام 2010 تحمل نفس الاسم. حسب قاعدة بيانات الأفلام على الإنترنت فقد أخذ الفيلم 7.8 من أصل 10 نجوم، وبهذا يكون أعلى تصنيف لفيلم مصري أُصدر عام 2018.
| ترتيب الفيلم | الفيلم         | الدخل الإجمالي       | المرجع  |
| ------------ | -------------- | -------------------- | ------- |
| 1            | البدلة         | 64,881,249 جنيه مصري | [ 97 ]  |
| 2            | حرب كرموز      | 57,634,545 جنيه مصري | [ 98 ]  |
| 3            | ليلة هنا وسرور | 35,064,058 جنيه مصري | [ 99 ]  |
| 4            | تراب الماس     | 31,436,262 جنيه مصري | [ 100 ] |
| 5            | الديزل         | 23,761,279 جنيه مصري | [ 101 ] |